# Petru al II-lea de Trani
Petru al II-lea (în latină Petronius) (d. 1081) a fost un nobil normand din sudul Italiei, devenit cel de al treilea conte de Trani.
Petru era cel mai tânăr dintre cei trei fii ai contelui Petru I de Trani, frații săi mai mari fiind Amicus și Godefroi.
Petru s-a aflat în bune relații cu seniorul său, contele Drogo de Apulia, care fusese dușman al tatălui său. Petru a dus mai departe încercările tatălui său de a cuceri Trani, care se afla încă în stăpânirea bizantinilor în momentul morții lui Petru I. De asemenea, Petru al II-lea a întărit fortificațiile de la Bisceglie, construind mai multe turnuri. În 1073, el a început edificarea catedralei din același oraș (care se va încheia abia în 1295), pe care a dedicat-o sfântului al cărui nume îl purta, Sfântul Petru.
În 1054, Petru a reușit în cele din urmă să captureze Trani. El a preluat de asemenea și Canosa, ca și "alte orașe" aflate în stăpânirea sarazinilor, conform Cronaca Cavese. În 1059 Petru a emis legi pentru noile sale posesiuni. În 1057, el a început să îi primească alături de sine pe acei normanzi deposedați de pe urma ascensiunii lui Robert Guiscard, ulterior morții contelui Umfredo, ai cărui fii, Abelard și Herman, au fost văduviți de preluarea moștenirii. Potrivit cronicii lui Guglielmo de Apulia, Petru a început cu acea ocazie întărirea zidurilor Trani și pregătirile pentru ca orașul să reziste eventualelor atacuri ale lui Guiscard. Până în 1068, Trani s-a aflat totuși în mâinile fratelui lui Petru, Godefroi, care s-a dovedit loial față de Robert Guiscard. Godefroi a murit însă în acel an, drept pentru care Petru a revenit la putere, continuând opoziția față de Guiscard. De asemenea, Petru a activat și ca regent al comitatului de Taranto în numele fiului lui Godefroi, Richard.
Petru a căutat ulterior sprijin din partea împăratului bizantin Mihail al VII-lea Ducas. El a fost astfel recunoscut ca supus al Bizanțului, primind titlul de Vestes. La o întrunire a conducătorilor normanzi de la Melfi din 1072, Petru a refuzat să îl recunoască pe Guiscard, aflat la acel moment în campania asupra musulmanilor din Sicilia, ca duce de Apulia. Conform cronicii lui Amato de Montecassino, Petru a acceptat atunci comanda lui Richard I de Capua. Abelard, fiul lui Umfredo, și Robert Arenga s-au raliat și ei opoziției față de Guiscard, toți recunoscând comanda lui Richard de Capua. În războiul care a urmat (pe care Amato îl plasează înainte de revenirea lui Guiscard din Sicilia, dar pe care Guglielmo de Apulia îl datează după aceasta) Petru, alături de fratele lui Abelard, Herman, a ocupat castelele ducelui Robert Guiscard din Apulia și i-a devastat pământurile, adunând o mare pradă. Abelard și Robert Arenga, care aveau feude în Calabria, au pustiit stăpânirile lui Guiscard din acea regiunea, în vreme ce Richard supraveghea Cannae. După ce Guiscard s-a întors din Sicilia (potrivit cronicarului Amato), el a trecut imediat la asediul asupra Trani, ai cărui cetățeni s-au predat în mai puțin de o lună de zile, la 2 februarie 1073. Petru a fost nevoit să ia calea pribegiei, mai întâi la Corato, pe care Guiscard l-a asediat prin înconjurarea de șanțuri, turnuri de asediu și alte aparaturi pe care le utilizase și la Trani. Când Petru și Herman au încercat să intercepteze aparatele de asediu care veneau dinspre, ei au fost întâmpinați de cptre cumnatul lui Guiscard, ducele Guy de Sorrento, care i-a luat prizonieri, închizând pe Herman în Rapolla, iar pe Petru în Trani. Când Richard de Capua a părăsit Cannae pentru a se retrage la Capua, Guiscard a pornit împotriva orașelor capuane, cucerind Andria după un scurt asediu și forțând capitularea Cisternei, unde l-a expus pe Petru legat în fața locuitorilor, vasali ai lui Petru, astfel încât aceștia să nu poată contraataca. La insistențele lui Petru, locuitorii din Cisterna au capitulat.
Petru a fost ulterior eliberat, dar nevoit să jure credință și supunere față de Guiscard și să promită că va lupta în serviciul acestuia. Comitatul său, cu excepția orașului Trani însuși, i-a fost restituit, cu condiția de a conduce o expediție în Balcani (1073). Spre deosebire de expediția antibizantină purtată de fratele lui Petru, Godefroi, care fusese îndreptată către Balcani, campania lui Petru era direcționată către posesiunile din Dalmația ale Regatului Croației. Vărul lui Petru, Amico, fiul lui Valter de Giovinazzo, a atacat Rab (Arbe) la 14 aprilie și a cucerit Cres la 9 mai, reușind să îl ia în captivitate pe regele croat, Petru Krešimir. Regele croat a fosr răscumpărat contra unei sume mari de bani de către episcopul de Cres și a murit la puțină vreme după aceea.
În 1080, Petru a trecut din nou la stăpânirea asupra Trani, trecând din nou în rebeliune. Guiscard a părăsit asediul la care participa, trecând comanda asupra soției sale, Sichelgaita, alături de unele întăriri venite din Bari, iar el însuși a început să asedieze Taranto, pe care Petru îl guverna ca regent pentru nepotul său, atât pe uscat cât și pe mare. Petru a fost silit să se predea și să implore iertarea. El a murit în 1081 în Epir, în timpul unei confruntări cu bizantinii, pe când lua parte la expediția lui Guiscard asupra orașului Durrës.